# Luchien Zwiers
Luchien Zwiers (Dalen, 26 februari 1981) is een Nederlandse voormalig handbaldoelman. Hij speelde tot 2008 bij E&O uit Emmen waar hij vele successen had. Hij kwam tevens voor het nationaal team uit. Hierna speelde hij onder andere voor SV Anhalt Bernburg, AZS AWF Gorzów, TG Münden en MSG Groß-Umstadt.